# الجدول الزمني لاحتجاجات السعودية 2011–12 (منذ يوليو 2012)
فيما يلي الجدول الزمني لاحتجاجات المملكة العربية السعودية 2011-12 منذ يوليو 2012. الاحتجاجات في المملكة العربية السعودية 2011-12 هي سلسلة من الاحتجاجات في المملكة العربية السعودية، والتي بدأت في يناير 2011، تأثرت بـ الاحتجاجات المتزامنة في المنطقة.
في يوليو 2012، احتجت منظمة العفو الدولية في مجلس حقوق الإنسان التابع للأمم المتحدة على الاضطهاد القانوني لقادة جمعية الحقوق المدنية والسياسية في السعودية.
في 14 يوليو، تم احتجاز عشر نساء في مظاهرة في بريدة للمطالبة بالإفراج عن السجناء السياسيين.
احتجاجات مماثلة تدعو إلى إطلاق سراح السجناء والاحتجاج ضد الحكومة السعودية في بريدة في 23 يوليو وأمام وزارة الداخلية في الرياض في 25 يوليو، في الرياض ومكة في 28 يوليو، في الطائف، في بريدة، بالقرب من سجن الحائر وفي الدمام في أغسطس.
في يوليو وأغسطس 2012، اشتدت الاحتجاجات في منطقة القطيف بعد إصابة الشيخ نمر النمر في ساقه واعتقاله في 8 يوليو. قُتل ثلاثة رجال في احتجاج مساء يوم التوقيف. وقعت الجنازات والاحتجاجات في 10 يوليو، 11 يوليو و 13 يوليو، بما في ذلك الهتافات التي دعت إلى سقوط نظام حكم آل سعود. قُتل متظاهر آخر بالرصاص في احتجاج في مدينة العوامية في 13 يوليو. أثناء اعتقاله، تعرض نمر النمر للتعذيب، وكان يعاني من كدمات على وجهه وكسر في أسنانه، وبدأ إضرابًا عن الطعام. صرح منظمو الاحتجاجات في العوامية بدعمهم للنمر وأصروا على استخدام المقاومة السلمية. تم إطلاق النار على المتظاهر محمد الشاخوري في الظهر والرقبة واعتُقل في 26-27 يوليو احتجاجًا على إطلاق سراح النمر. دعت احتجاجات أخرى إلى إطلاق سراح جميع المعتقلين الشيعة والسنة، بما في ذلك الشاخوري. أُصيب متظاهر وجندي برصاص قاتل في القطيف خلال مظاهرة لحقوق الإنسان مساء 3-4 أغسطس؛ مما أدى إلى العديد من الاحتجاجات.

## أكتوبر 2012

### 18 أكتوبر
كتبت صحيفة الواشنطن بوست أنه في المملكة العربية السعودية، «تحدث الاحتجاجات أسبوعيًا تقريبًا... يمكن أن تتكون المسيرات من بضع عشرات من المتظاهرين يحملون صور قتلى وهم يهتفون بالشعارات المناهضة للحكومة، أو مئات الأشخاص الذين يسيطرون على الشوارع الرئيسية.»

## نوفمبر 2012

### 27 نوفمبر
تمامًا مثل احتجاجات 23-30 سبتمبر، احتجت نساء وأطفال ورجال سعوديون خارج اللجنة السعودية لحقوق الإنسان «للمطالبة بالإفراج عن أقاربهم المسجونين» وتم اعتقال هؤلاء الأشخاص. وقال عضو مجلس جمعية الحقوق المدنية والسياسية في السعودية محمد القحطاني لـ سي إن إن إن هذه المظاهرة «وقعت أمام مكاتب لجنة حقوق الإنسان على طريق الملك فهد في الرياض، عاصمة البلاد».

## ديسمبر 2012
احتج عشرات الآلاف من السعوديين في المنطقة الشرقية من البلاد ضد مقتل متظاهر مراهق على أيدي قوات أمن الدولة.

### 24 ديسمبر
تم تنظيم مسيرة ضخمة في مدينة بريدة بقيادة امرأة تحمل مكبرات الصوت، نزلت إلى الشارع مع وجود إشارات حول مشاكل السجناء في المملكة العربية السعودية ولماذا يجب أن يكونوا أحرارًا.

### 27 ديسمبر
في ما أطلق عليه إعلاميًا «مظاهرة احتجاج ضد النظام»، سار الناس في شوارع الرياض للمطالبة بالإفراج عن السجناء السياسيين في المملكة.

## ما بعد الاحتجاجات

### يناير 2013

#### 5 يناير
تظاهر 28 شخصًا في مدينة بريدة كالاحتجاج في سبتمبر، حاملين لافتات يسألون عن أقاربهم في السجن والفترة التي ستستغرقها العقوبة. بسرعة، تم القبض عليهم وتم اعتقال 11 منهم بتهمة ارتكاب أعمال محظورة. 21 يناير، وفقًا لتقرير على شبكة سي إن إن، تم إطلاق سراح جميع النساء المعتقلات.

#### أسبوع 13 يناير
أكثر من 100 رجل دين من بلدة قاسم يوقعون على عريضة «تطالب بمحاكمة المحتجزين لأسباب أمنية أو إطلاق سراحهم»، وتعارض على وجه التحديد «معاملة النساء واعتقالهن». حذر رجال الدين هؤلاء أيضًا من الاحتجاجات المستقبلية.

#### 21 يناير
عرضت محطة إيه بي سي نيوز المحلية 10 مقاطع فيديو من شبكة سي إن إن لحوالي تظهر فيهن مجموعة من النساء في المملكة العربية السعودية اللاتي يحتجون على الاحتجاز.

### فبراير 2013

#### 9-10 فبراير
في 9 فبراير، احتج الناس وساروا في العاصمة الرياض ضد احتجاز هؤلاء النساء اللائي جلسن أمام مبنى جمعية حقوق الإنسان في الرياض، ونددوا شعارات ضد وزير الداخلية محمد بن نايف آل سعود.
في 10 فبراير، كانت هناك مظاهرة سلمية في القطيف استاءت من مسيرة سابقة لتحريضها على «ممارسة مزيد من العنف» في منطقة القطيف. نددوا شعارات مثل «السنة والشيعة جميعهم أخوة... ولن يتم التخلي عن هذه الأمة» و «لا سنة لا شيعة، بل مسلمين موحدين». وحمل المتظاهرين لافتات وصور بعض المعتقلين مثل محمد الودعاني وخالد الجهني مطالبين بالإفراج عنهم.

#### 10 فبراير
أدانت الشبكة العربية لمعلومات حقوق الإنسان في بيان لها:
القبض على عدد من النساء أثناء احتجاجهن للمطالبة بالإفراج عن أقربائهن الذين قُبض عليهم منذ سنوات دون محاكمة أو اتهامات... شهدت هذه المظاهرات عدة انتهاكات حيث هاجمت قوات الأمن المتظاهرات... [و]مضايقة المارة الذين كانوا يلتقطون صورًا لهذه المظاهرة السلمية... شهدت عملية الاحتجاز العديد من الانتهاكات... [بما في ذلك] منع/حظر الأطفال من مياه الشرب... محاولة السماح... للجنة التحقيق بالتحقيق في النساء دون حضور محام. 
نتيجة لهذا البيان، دعت الشبكة إلى الإفراج الفوري عن جميع المحتجزات واحترام حرية التعبير والتظاهر السلمي. في نفس اليوم، ذكرت وكالة أسوشيتيد برس أن أكثر من 100 شخص كانوا يحتجون على احتجاز أشخاص دون تهمة في البلاد، وتحديدًا في مدينتي الرياض وبريدة.

#### 13 فبراير
في إحدى المدونات، ذكر كونور فورتشن، الذي يكتب في منظمة العفو الدولية، أن هناك متظاهرة واحدة، عبير السيد، تم اعتقالها احتجاجًا على احتجاز أقارب لها، وتروي قصة اعتقالها ووقتها في السجن.

#### 25 فبراير
ابتداءً من 25 فبراير، كان هناك قدر كبير من الاحتجاجات في بريدة فيما يتعلق بالمطالبة بالإفراج عن السجناء السياسيين. معظم المشاركين كانوا من النساء، حيث كانوا يحتجون على جانب الطريق في «اعتصام الصباح»، بالقرب من مبنى حكومي، وغيرها بما في ذلك مسيرة في الشارع.
تضمنت هذه الاحتجاجات أيضًا صبية وفتيات يحملون لافتات في أماكن عديدة في جميع أنحاء المدينة. وورد أنه في وقت ما، كان هناك أكثر من 100 شخص أمام مستشفى الحبيب في بريدة. بعضهم أحرق صورة لوزير الداخلية وداس عليها بينما رفع آخر لافتة لإقالته. حتى أنه يوجد مقطع فيديو قصير على يوتيوب يُسأل فيه فتاة صغيرة هي ابنة سجين عن سبب وجودها في الاحتجاج. من حيث الشرطة، في وقت ما، ورد أن وحدات من الشرطة السعودية كانت في ملابس مدنية خاصة بعد انسحاب القوات العسكرية السعودية.
كان هناك أيضًا اعتصام في المدينة نفسها، انتهى بها الأمر إلى أن يحيط به ضباط الأمن. كان الناس هناك لفترة طويلة حتى أنهم أصبحوا «جائعين، مجففين ومجمدين.» قد يكون هذا لأنه قيل إن الشرطة أغلقت جميع الطرق المؤدية إلى موقع الاعتصام. تم تأكيد أرقام محددة من هذا الاعتصام من خلال العديد من التغريدات لمراسل محمد جمجوم، مراسل سي إن إن الدولي، الذي أشار إلى أن 28 امرأة كانت تشارك. كما أنه في اليوم الأول لم يتم القبض على أي شخص. في وقت لاحق، كما لاحظ مستخدم على تويتر، أمضت النساء والأطفال طوال الليل في الموقع فيما كان يطلق عليه «اعتصام بريدة». حتى أن بعضهم ساعدهم في توفير الحطب طوال الليل، حتى يتمكنوا من البقاء دافئين. حيث كان يمكن رؤية جمر النار في الصباح التالي.
في صباح اليوم التالي، أحضرهم الناس الفطور. حتى مع كل مشاكل اليوم السابق، بدأت النساء في الصباح في التوافد والانضمام إلى الاحتجاج.